# Pourtalopsammia
Genre
Pourtalopsammia est un genre de coraux durs de la famille des Dendrophylliidae.

## Liste d'espèces
Le genre Pourtalopsammia, selon World Register of Marine Species (1 juillet 2015), comprend l'espèce suivante :
- Pourtalopsammia togata (van der Horst, 1927)